# Station Kii
 Station Kii (紀伊駅,  Kii-eki) is een spoorwegstation in de Japanse stad Wakayama, gelegen in de prefectuur Wakayama. Het wordt aangedaan door de Hanwa-lijn. Het station heeft vier sporen, gelegen aan twee eilandperrons.

## Lijnen

### JR West
| 1,2 | ■ Hanwa-lijn | richting Wakayama                 |
| 3,4 | ■ Hanwa-lijn | richting Hineno, Ōtori en Tennōji |

## Geschiedenis
Het station werd in 1930 geopend. 

## Overig openbaar vervoer
Bus 84 van het netwerk van Wakayama.

## Stationsomgeving
Ten westen van het station bevond zich in de Tokugawa-periode het provinciale kantoor. Thans zijn de ruïnes nog te zien.
- Fumori-schrijn
- Kinki Universiteit, Wakayama-campus